# Jean Delarge
Jean Delarge (n. 6 aprilie 1906, Liège, Valonia, Belgia – d. 7 iulie 1977, Liège, Valonia, Belgia) a fost un boxer ce a reprezentat Belgia, medaliat olimpic. A participat la o ediție a Jocurilor Olimpice (1924) în care a câștigat o medalie de aur.

## Participări
Lista de mai jos prezintă principalele competiții la care a participat Jean Delarge de-a lungul carierei.
- boxe aux Jeux olympiques d'été de 1924 – poids welters hommes[*]